# Eurema lirina
Eurema lirina is een vlindersoort uit de familie van de Pieridae (witjes), onderfamilie Coliadinae.
Eurema lirina werd in 1861 beschreven door H. Bates.